# Xã Newberry, Quận York, Pennsylvania
Xã Newberry (tiếng Anh: Newberry Township) là một xã thuộc quận York, tiểu bang Pennsylvania, Hoa Kỳ. Năm 2010, dân số của xã này là 15.285 người.